# سيلفانوس (أسطورة)

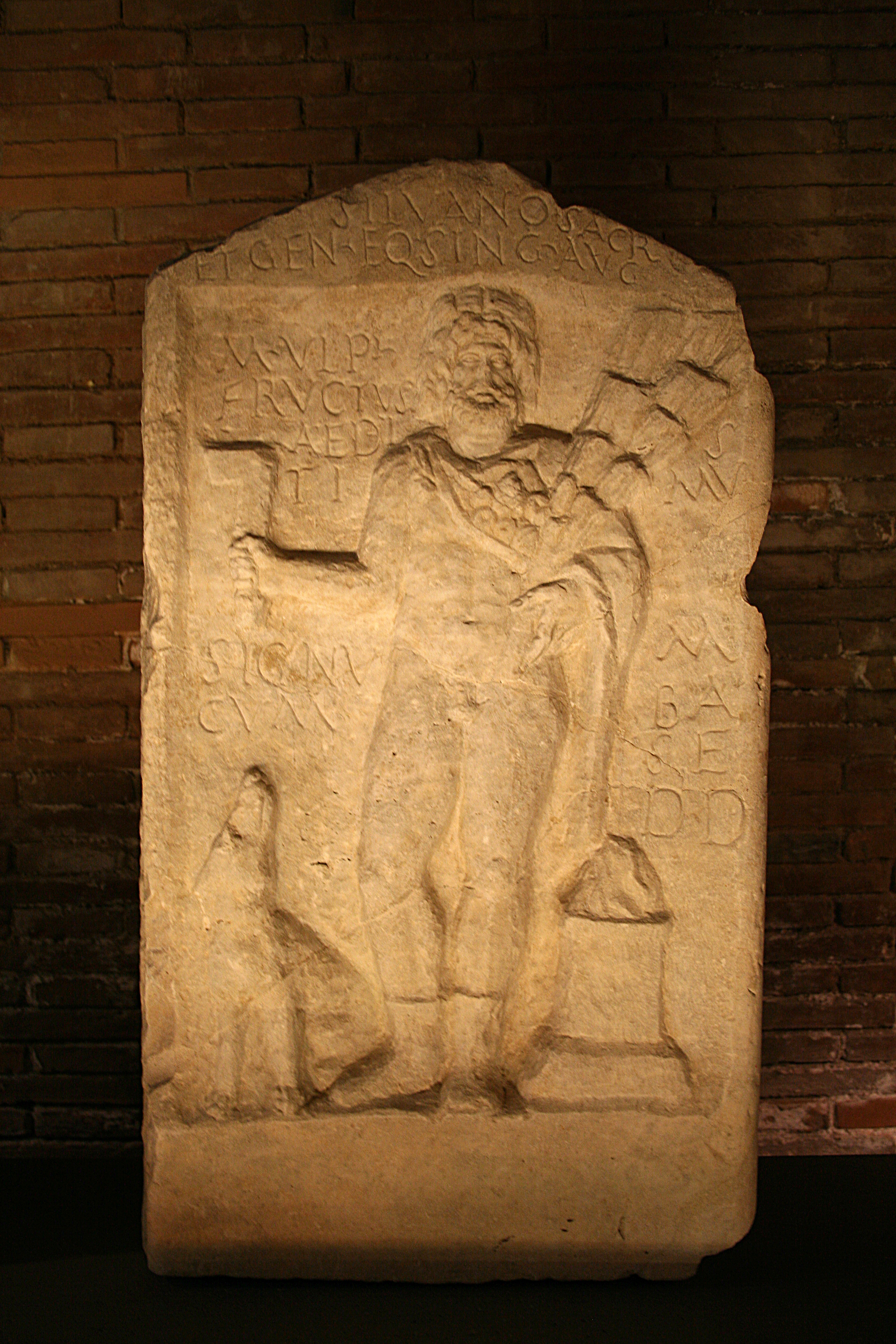

سيلفانوس (وتعني «من الغابة» باللاتينية) كان إلهًا وصيًا رومانيًا للغابات والأراضي غير المزروعة. ترأس المزارع خصوصًا بوصفه حامي الغابة (sylvestris deus)، وسُرّ بالأشجار التي تنمو في البرية. يوصف أيضًا بأنه إله يراقب الحقول والأزواج، ويحمي حدود الحقول خاصةً. قد يكون الإله الأتروسكاني سيلفانس، المسمى بنفس الاسم، استعارة من سيلفانوس، أو قد لا يرتبطان حتى في الأصل.
يوصف سيلفانوس بأنه الإله الحامي لقطعان الماشية، وصاد الذئاب عنها، ومعزز خصوبتها. يقول دولابيلا، وهو مهندس ريفي لا يُعرف عنه سوى بضع صفحات، أن سيلفانوس كان أول من وضع أحجارًا لتمييز حدود الحقول، وأن كل ملكية تملك ثلاثة سيلفاني:
- سيلفانوس دومستيكوس (في النقوش المسماة سيلفانوس لاروم وسيلفانوس سانكتوس ساتشر لاروم)
- سيلفانوس أغريستس (يسمى أيضًا سالوتارس)، الذي عبده الرعاة.
- سيلفانوس أورينتالس، وهو الإله الذي ترأس النقطة التي تبدأ عندها الملكية.

لذا يُشارغالبًا إلى سيلفاني بصيغة الجمع.

## أصل الكلمة
يُشتق اسم Silvānus من الكلمة اللاتينية silva («الغابة والحرَج»). وهي قريبة من الكلمات اللاتينية silvester («البرية، غير المزروعة»)، أو silvicola («الغابات المسكونة») أو silvaticus («الغابات أو أراضي الآجام»). أصل الكلمة هو silva وهو غير واضح.

## السمات والصلات
يوصف سيلفانوس، مثل آلهة الغابات والقطعان الأخرى، بأنه هاوٍ للموسيقى؛ كان السيرينكس (البان فلوت) مقدسًا بالنسبة له، وذُكر مع أتباع بان والحوريات. حدد المتأملون اللاحقون سيلفانوس مع بان وفاونوس وإنوس وإيجيبان. لابد أنه ارتبط بمارس الإيطالي، لأن كاتو يشير إليه باستمرار باسم مارس سيلفانوس. تُعطي هذه الإشارات إلى سيلفانوس كشكل لمارس مقترنًا بعلاقته بالغابات والفسحات، سياقًا لعبادة سيلفانوس باعتباره مقدم فن (تيخني) حرب الغابات. خصوصًا أن طقوس الإفوكاتي الابتدائية قد أشارت على ما يبدو إلى سيلفانوس كإله حامي للإغارة على النساء والماشية، ربما حفاظًا على عناصر العبادة الإتروسكانية السابقة.
تطابق سيلفانوس في الأقاليم خارج إيطاليا مع العديد من الآلهة الأصلية: 
- سوسيلوس، وبوينينوس، وسينكوا وتيتوس في بلاد الغال وألمانيا.
- كاليريوس وكوسيديوس وفينوتونوس في بريطانيا. عُثر على معبد روماني كلتي يحتوي على عدة لافتات مخصصة لسيلفانوس كاليريوس في كامولودونوم (كولشيستر المعاصرة).[18]
- كالايديكوس في إسبانيا.
- موجي في بانونيا.
- سلفان في إتروريا (رغم الطعن في صحة هذا التحديد).
- دمج سيلينوس، إله يوناني، مع سيلفانوس في الأدب اللاتيني.
- بان (إله الغابات والمراعي والرعاة) في الأساطير اليونانية الرومانية.[19]
- أريستايوس، إله/راعي الرعاة والحصاد والفنون الريفية الأخرى.

يتشابه الإله السلافي بورويت مع سيلفانوس.
يقترح كزافييه ديلامار أن اللقب كاليريوس قد يكون مرتبطًا بالثيونيم (اسم الإله) البريتاني ريوكالات (المشهود في مقالع كمبرلاند)، وكلاهما يعني «(إله) مع خيول برية». 

## العبادة
تألفت القرابين المقدمة إلى سيلفانوس من العنب، وسنابل الحبوب، والحليب، واللحوم، والنبيذ والخنازير. وصف كاتو في كتابه الزراعة (De Agricultura)، أن تقديم القرابين لمارس سيلفانوس كان لضمان صحة الماشية؛ ذكر أن علاقته بالزراعة تشير فقط إلى العمل الذي يقوم به الرجال، واستبعدت الإناث من عبادته. (قارن بالربة الرومانية بونا ديا التي استبعد الرجال من عبادتها.) ويروي فيرجيل أنه في العصور المبكرة جدًا كرس البيلاسغيون التيرهينيون بستانًا ومهرجانًا لسيلفانوس.

## في الأدب
يظهر سيلفانوس في أعمال الشعر والفن اللاتيني دائمًا كرجل عجوز، ولكن مبتهج ومغرم ببومونا. يمثله فيرجيل على أنه يحمل جذع شجرة السرو (باليونانية: δενδροφόρος)، والتي يُقال عنها الأسطورة التالية. كان سيلفانوس -أو أبولو وفقًا لروايات أخرى- مغرمًا بسايبريسوس، وقتل بالصدفة في إحدى المرات آيلة أليفة يملكها سايبريسوس. فمات الأخير من الحزن، وتحول إلى سرو. 
ظهر سيلفانوس في المقطع السادس من الكتاب الأول من قصيدة إدموند سبنسر الملحمية «ملكة الجن» (1590-1596). وقد أنقذ «ألهة الغابات البرية» التابعة له (البيت 9) السيدة الخائفة أونا من تحرش سانلوي وأخذوها إليه. وعاملوها كملكة بسبب جمالها العظيم.